# Antti Niklander
Anders (Antti) Viktor Niklander, född 5 augusti 1867 i Orimattila, död 6 november 1951 i Esbo, var en finländsk violinbyggare. 
Niklander testamenterade sin förmögenhet till den av honom grundade stiftelsen Anni ja Antti Niklanderin säätiö, som sedan 1952 utgör en separat fond inom Finska kulturfonden. Dess avkastning skall användas till stipendier, avsedda att befrämja Finlands tonkonst.